# Juanulloa
Genre
Juanulloa est un genre de plantes de la famille des Solanaceae.

## Liste d'espèces
Selon NCBI (27 avr. 2016) :
- Juanulloa ferruginea
- Juanulloa mexicana
- Juanulloa ochracea
- Juanulloa parasitica
- Juanulloa speciosa